# Melanargia posticecompleta
Melanargia posticecompleta är en fjärilsart som beskrevs av Ruggero Verity 1953. Melanargia posticecompleta ingår i släktet Melanargia och familjen praktfjärilar. Inga underarter finns listade i Catalogue of Life.